# U-66 (tàu ngầm Đức) (1940)
U-66 là một tàu ngầm tấn công  Lớp Type IX thuộc phân lớp Type IXC được Hải quân Đức Quốc Xã chế tạo trong Chiến tranh Thế giới thứ hai. Nhập biên chế năm 1941, nó đã thực hiện được chín chuyến tuần tra, đánh chìm 33 tàu buôn với tổng tải trọng 200.021 GRT, đồng thời gây hư hại cho hai tàu buôn 22.674 GRT cùng hai tàu chiến 64 tấn. Con tàu đứng thứ tám trong số những tàu U-boat Đức thành công nhất trong Thế Chiến II. Trong chuyến tuần tra cuối cùng, U-66 bị máy bay và tàu chiến thuộc đội tìm-diệt tàu ngầm của tàu sân bay hộ tống Hoa Kỳ đánh chìm trong Đại Tây Dương về phía Tây quần đảo Capo Verde vào ngày 6 tháng 5, 1944.

## Thiết kế và chế tạo

### Thiết kế
Thiết kế của tàu ngầm Type IXC có kích thước hơi nhỉnh hơn so với phân lớp Type IXB dẫn trước. Chúng có trọng lượng choán nước 1.120 t (1.100 tấn Anh) khi nổi và 1.232 t (1.213 tấn Anh) khi lặn. Con tàu có chiều dài chung 76,76 m (251 ft 10 in), lớp vỏ trong chịu áp lực dài 58,75 m (192 ft 9 in), mạn tàu rộng 6,76 m (22 ft 2 in), chiều cao 9,60 m (31 ft 6 in) và mớn nước 4,70 m (15 ft 5 in).
Chúng trang bị hai động cơ diesel MAN M 9 V 40/46 siêu tăng áp 9-xy lanh 4 thì, tổng công suất 4.400 PS (3.200 kW; 4.300 bhp), dẫn động hai trục chân vịt đường kính 1,92 m (6,3 ft), cho phép đạt tốc độ tối đa 18,3 kn (33,9 km/h), và tầm hoạt động tối đa 13.450 nmi (24.910 km) khi đi tốc độ đường trường 10 kn (19 km/h). Khi đi ngầm dưới nước, chúng sử dụng hai động cơ/máy phát điện Siemens-Schuckert 2 GU 345/34 tổng công suất 1.000 PS (740 kW; 990 shp). Tốc độ tối đa khi lặn là 7,3 kn (13,5 km/h), và tầm hoạt động 63 nmi (117 km) ở tốc độ 4 kn (7,4 km/h). Con tàu có khả năng lặn sâu đến 230 m (750 ft).
Vũ khí trang bị có sáu ống phóng ngư lôi 53,3 cm (21 in), bao gồm bốn ống trước mũi và hai ống phía đuôi, và mang theo tổng cộng 22 quả ngư lôi 53,3 cm (21 in). Tàu ngầm Type IX trang bị một hải pháo 10,5 cm (4,1 in) SK C/32 với 110 quả đạn, một pháo phòng không 3,7 cm (1,5 in) SK C/30 và hai pháo phòng không 2 cm (0,79 in) C/30. Thủy thủ đoàn bao gồm 4 sĩ quan và 44 thủy thủ.

### Chế tạo
U-66 được đặt hàng vào ngày 7 tháng 8, 1939, và được đặt lườn tại xưởng tàu AG Weser của hãng DeSchiMAG ở Bremen vào ngày 20 tháng 3, 1940. Nó được hạ thủy vào ngày 10 tháng 10, 1940, và nhập biên chế cùng Hải quân Đức Quốc Xã vào ngày 2 tháng 1, 1941 dưới quyền chỉ huy của Hạm trưởng, Đại úy Hải quân Richard Zapp, người sau này được tặng thưởng Huân chương Chữ thập Sắt Hiệp sĩ cho thành tích năm chuyến tuần tra của U-66 .

## Lịch sử hoạt động

### 1941
Sau khi hoàn tất việc huấn luyện trong thành phần Chi hạm đội U-boat 2, U-66 tiếp tục phục vụ cùng đơn vị này để hoạt động trên tuyến đầu cho đến khi nó bị mất.

#### Chuyến tuần tra thứ nhất
U-66 khởi hành từ cảng Kiel, Đức vào ngày 13 tháng 5, 1941 cho chuyến tuần tra đầu tiên trong chiến tranh. Nó tiến ra Bắc Hải, rồi băng qua khe GI-UK giữa Iceland và quần đảo Faroe để vòng qua quần đảo Anh, và hoạt động tại khu vực Trung tâm Bắc Đại Tây Dương. Nó không đánh chìm được mục tiêu nào, và kết thúc chuyến tuần tra tại cảng Lorient bên bờ Đại Tây Dương của Pháp đã bị Đức chiếm đóng vào ngày 11 tháng 6. Lorient trở thành căn cứ hoạt động chính của chiếc tàu ngầm cho đến khi nó bị mất.

### 1944

#### Chuyến tuần tra thứ chín
U-66 xuất phát từ cảng Lorient vào ngày 16 tháng 1, 1944 chuyến tuần tra thứ chín, cũng là chuyến cuối cùng, dưới quyền chỉ huy của hạm trưởng mới, Trung úy Hải quân Gerhard Seehausen, sau này đã được truy thăng lên hàm Đại úy. Chiếc U-boat đã hướng xuống phía Nam để hoạt động trong Đại Tây Dương dọc theo bờ biển Tây Phi và trong vịnh Guinea.
Vào ngày 26 tháng 2, ở vị trí khoảng 130 nmi (240 km) về phía Tây Takoradi, Ghana, U-66 đã tấn công Đoàn tàu STL-12, đánh chìm tàu buôn Anh Silvermaple 5.313 GRT bằng một quả ngư lôi duy nhất trúng đích. Bốn ngày sau đó, nó tiếp tục đánh chìm chiếc tàu buôn Pháp St. Louis 5.202 GRT ở vị trí khoảng 10 nmi (19 km) về phía Nam Accra, Ghana. Đến ngày 5 tháng 3, U-66 tiếp tục đánh chìm tàu buôn Anh John Holt 4.964 GRT trong vịnh Guinea ở vị trí khoảng 60 nmi (110 km) về phía Nam Opobo, bắt làm tù binh hạm trưởng cùng một hành khách của John Holt, và sau đó đến lượt tàu chở dầu Anh Matadian 4.257 GRT bị đánh chìm về phía Đông Nam Lagos, Nigeria vào ngày 21 tháng 3. Ngay sau đó các tàu tuần tra Anh đã tấn công chiếc tàu ngầm, buộc nó phải lặn xuống đáy bùn để ẩn nấp, và sau đó thoát được mà không bị hư hại.

#### Bị đánh chìm

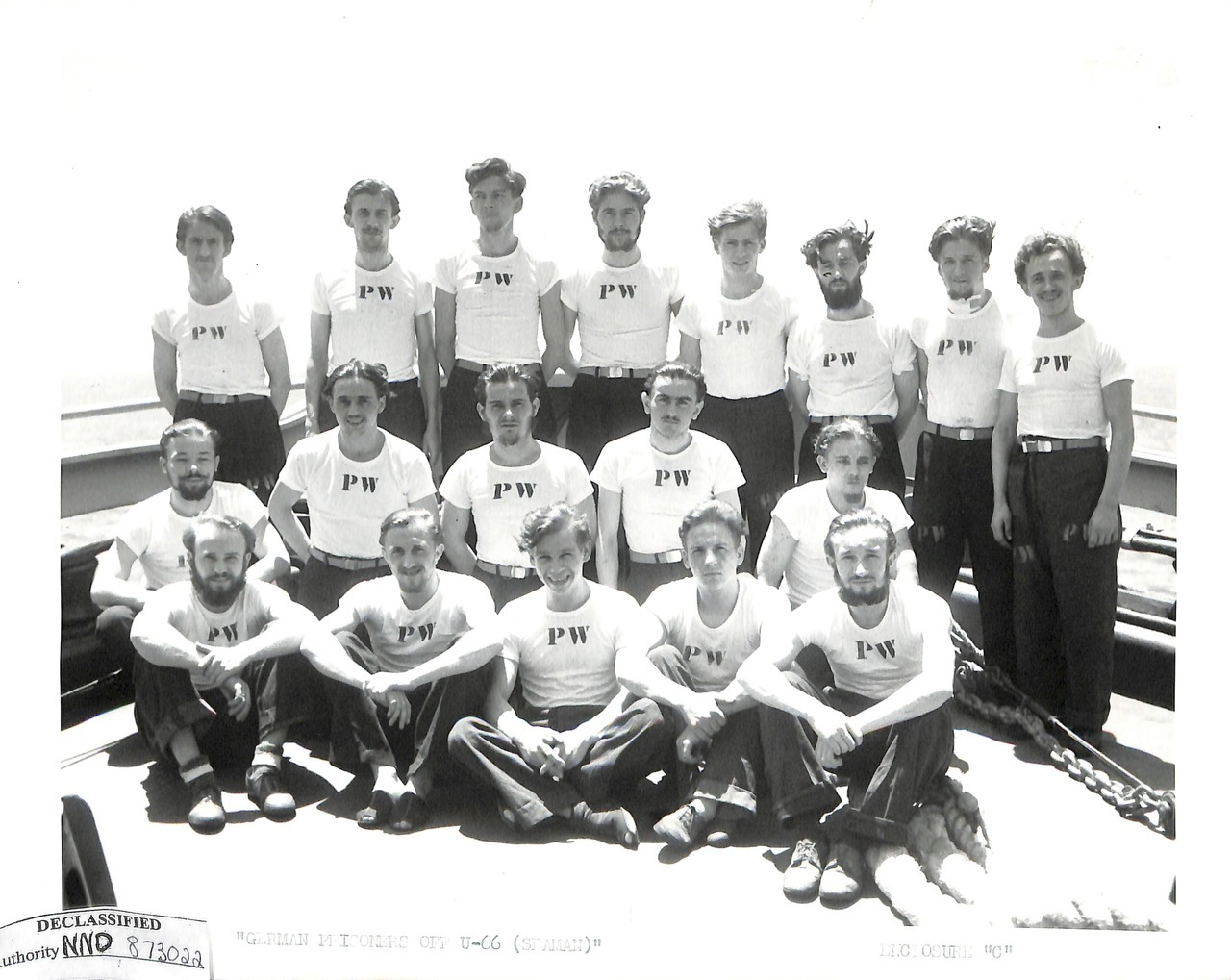
Những người sống sót của U-66 bên trên tàu sân bay USS Block Island, ngày 6 tháng 5 năm 1944

U-66 dự định sẽ được tiếp liệu từ U-488, nhưng chiếc tàu ngầm tiếp liệu Milchkuh (bò sữa) này đã bị đánh chìm vào ngày 26 tháng 4
Đến ngày 1 tháng 5, U-66 bị một đội tìm-diệt tàu ngầm hình thành chung quanh tàu sân bay hộ tống Hoa Kỳ USS Block Island phát hiện, và bị những máy bay ném bom-ngư lôi Grumman TBF Avenger và máy bay tiêm kích Grumman F4F Wildcat thuộc Liên đội VC-55 tấn công, với ít nhất ba quả ngư lôi dò âm FIDO Mark 24 được thả xuống. Vào sáng ngày 6 tháng 5, tàu hộ tống khu trục USS Buckley phát hiện chiếc U-boat, và sau khi đối đầu bằng hải pháo và ngư lôi, Buckley đã húc trúng U-66.

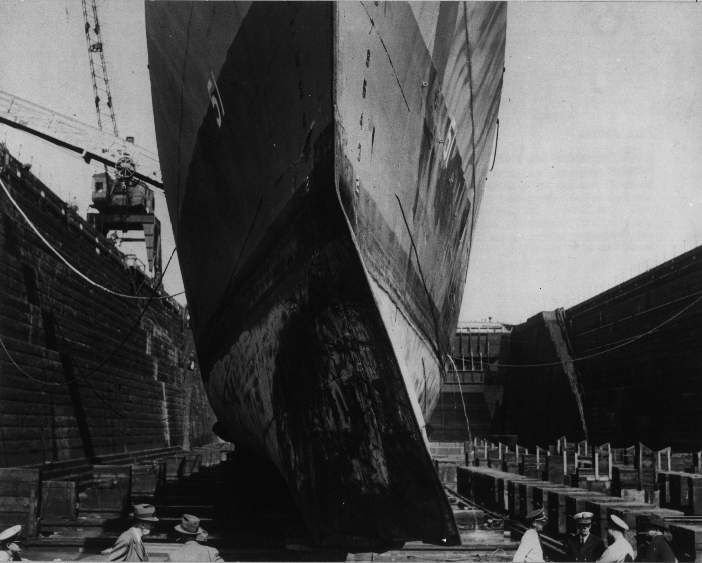
Mũi chiếc USS Buckley bị hư hại sau khi húc U-66

Trong khi hai con tàu dính chặt vào nhau, một nhóm thủy thủ Đức do Hạm phó thứ nhất chỉ huy đã tìm cách đổ bộ sang chiếc tàu hộ tống Hoa Kỳ để đánh lạc hướng trong khi Trung úy Seehausen xoay sở để rút ra. Cuộc cận chiến đã khiến một số thủy thủ Đức thiệt mạng hay bị thương, trước khi chiếc U-boat thoát được, và năm thủy thủ Đức còn lại trên tàu bị bắt làm tù binh. Pháo 3-inch của Buckley lại nhắm vào U-66, nhưng chiếc tàu ngầm đổi hướng và húc trúng Buckley gần phòng động cơ, làm hư hại chân vịt bên mạn phải. Không lâu sau đó, Trung úy Seehausen ra lệnh đánh đắm tàu để những thiết bị và tài liệu mật không bị lọt vào tay đối phương. Buckley bắt đầu cứu những người sống sót, hoạt động cứu hộ kéo dài trong suốt ba giờ.
U-66 đắm ở vị trí về phía Tây quần đảo Cabo Verde, tại tọa độ 17°17′B 32°29′T / 17,283°B 32,483°T. 24 người trong số thành viên thủy thủ đoàn của U-66 đã tử trận, bao gồm Trung úy Seehausen hạm trưởng, và có 36 người sống sót được cứu vớt và bị bắt làm tù binh chiến tranh. Thiếu tá Hải quân Brent M. Abel, hạm trưởng Buckley, được tặng thưởng Huân chương Chữ thập Hải quân do thành tích đánh chìm U-66.

### "Bầy sói" tham gia
U-66 từng tham gia bốn bầy sói:
- West (24 tháng 5 – 5 tháng 6, 1941)
- Rochen (27 tháng 1 – 1 tháng 3, 1943)
- Tümmler (1 – 17 tháng 3, 1943)
- Aufnahme (5 – 10 tháng 5, 1943)

### Tóm tắt chiến công
U-66 đã đánh chìm được 33 tàu buôn với tổng tải trọng 200.021 GRT, đồng thời gây hư hại cho hai tàu buôn 22.674 GRT cùng hai tàu chiến 64 tấn. Nó đứng thứ tám trong số những tàu U-boat Đức thành công nhất trong Thế Chiến II.
| Ngày             | Tên tàu                | Quốc tịch                 | Tải trọng | Số phận      |
| ---------------- | ---------------------- | ------------------------- | --------- | ------------ |
| 29 tháng 6, 1941 | George J. Goulandris   | Greece                    | 4.345     | Bị đánh chìm |
| 29 tháng 6, 1941 | Kalypso Vergotti       | Greece                    | 5.686     | Bị đánh chìm |
| 30 tháng 6, 1941 | Saint Aslem            | United Kingdom            | 5.614     | Bị đánh chìm |
| 19 tháng 7, 1941 | Holmside               | United Kingdom            | 3.433     | Bị đánh chìm |
| 26 tháng 7, 1941 | I. C. White            | Panama                    | 7.052     | Bị đánh chìm |
| 18 tháng 1, 1942 | Allan Jackson          | United States             | 6.635     | Bị đánh chìm |
| 19 tháng 1, 1942 | RMS Lady Hawkins       | Hải quân Hoàng gia Canada | 7.988     | Bị đánh chìm |
| 22 tháng 1, 1942 | Olympic                | Panama                    | 5.335     | Bị đánh chìm |
| 24 tháng 1, 1942 | Empire Gem             | United Kingdom            | 8.139     | Bị đánh chìm |
| 24 tháng 1, 1942 | Venore                 | United States             | 8.017     | Bị đánh chìm |
| 14 tháng 4, 1942 | Korthion               | Greece                    | 2.116     | Bị đánh chìm |
| 16 tháng 4, 1942 | Amsterdam              | Netherlands               | 7.329     | Bị đánh chìm |
| 17 tháng 4, 1942 | Heinrich von Riedemann | Panama                    | 11.020    | Bị đánh chìm |
| 26 tháng 4, 1942 | Alcoa Partner          | United States             | 5.513     | Bị đánh chìm |
| 29 tháng 4, 1942 | Harry G. Siedel        | Panama                    | 10.354    | Bị đánh chìm |
| 2 tháng 5, 1942  | Sandar                 | Norway                    | 7.624     | Bị đánh chìm |
| 3 tháng 5, 1942  | Geo. W. McNight        | United Kingdom            | 12.502    | Bị hư hại    |
| 9 tháng 7, 1942  | Triglav                | Yugoslavia                | 6.363     | Bị đánh chìm |
| 26 tháng 7, 1942 | Tamandaré              | Brazil                    | 4.942     | Bị đánh chìm |
| 28 tháng 7, 1942 | Weirbank               | United Kingdom            | 5.150     | Bị đánh chìm |
| 2 tháng 8, 1942  | HMS MTB-339            | Hải quân Hoàng gia Anh    | 32        | Bị hư hại    |
| 2 tháng 8, 1942  | HMS MTB-342            | Hải quân Hoàng gia Anh    | 32        | Bị hư hại    |
| 6 tháng 8, 1942  | Rozewie                | Poland                    | 766       | Bị đánh chìm |
| 29 tháng 8, 1942 | Topa Topa              | United States             | 5.356     | Bị đánh chìm |
| 30 tháng 8, 1942 | Sir Huon               | Panama                    | 6.049     | Bị đánh chìm |
| 30 tháng 8, 1942 | West Lashaway          | United States             | 5.637     | Bị đánh chìm |
| 31 tháng 8, 1942 | Winamac                | United Kingdom            | 8.621     | Bị đánh chìm |
| 9 tháng 9, 1942  | Peiping                | Sweden                    | 6.390     | Bị đánh chìm |
| 1 tháng 2, 1943  | Joseph Elise           | Free France               | 113       | Bị đánh chìm |
| 27 tháng 2, 1943 | St. Margaret           | United Kingdom            | 4.312     | Bị đánh chìm |
| 10 tháng 6, 1943 | Esso Gettysburg        | United States             | 10.173    | Bị đánh chìm |
| 2 tháng 7, 1943  | Bloody Marsh           | United States             | 10.195    | Bị đánh chìm |
| 22 tháng 7, 1943 | Cherry Valley          | United States             | 10.172    | Bị hư hại    |
| 26 tháng 2, 1944 | Silvermaple            | United Kingdom            | 5.313     | Bị đánh chìm |
| 1 tháng 3, 1944  | St. Louis              | Free France               | 5.202     | Bị đánh chìm |
| 5 tháng 3, 1944  | John Holt              | United Kingdom            | 4.964     | Bị đánh chìm |
| 21 tháng 3, 1944 | Matadian               | United Kingdom            | 4.275     | Bị đánh chìm |